# Medinaanse soera's
De Medinische soera's zijn een aantal soera's van de Koran. Deze soera's zijn chronologisch jonger dan de Mekkaanse soera's.
De verdeling in soera's die geopenbaard zouden zijn in Mekka en die geopenbaard zouden zijn in Medina, na de hidjra, is voornamelijk een gevolg van stilistische en thematische overwegingen. Indeling van soera's in de respectievelijke perioden is gebaseerd op kenmerken zoals de lengte van het vers en de aanwezigheid of afwezigheid van bepaalde concepten of woorden zoals het gebruik van de naam van God. De Medinische soera's zijn over het algemeen langer, net als de ayat en zijn door hun lengte aan het begin van de Koran geplaatst.

De Medinische soera's gaan meer op detail. De moslims waren, in tegenstelling tot in Mekka, in Medina geen minderheid die vervolgd werd. Er wordt dan ook meer ingegaan op de regelgeving van een samenleving. In deze soera's worden meer concrete gevallen genoemd.  Door sommige moslims wordt dit opgevat als het bestrijden van de ongelovige Mekkanen die probeerden de jonge moslimgemeenschap ten val te brengen.

## Volgorde van openbaring
Hoewel niet geheel vaststaat welke soera's Mekkaans of Medinaans zijn, kan de volgende lijst van opeenvolgende openbaringen worden gehanteerd. Voorafgaand aan deze lijst gaan de Mekkaanse soera's.
1. De Koe (Al-Baqarah)
2. De Buit (Al-An'fal)
3. Het Geslacht van Imraan (Al-Imran)
4. De Partijscharen (Al-Ahzaab)
5. De op de Proef Gestelden (Al-Mumtahina)
6. De Vrouwen (An-Nisa')
7. De Beving (Az-Zalzalah)
8. Het IJzer (Al-Hadied)
9. Mohammed (Muhammed)
10. De Donder (Ar-Ra'd)
11. De Erbarmer (Ar-Rahmaan)
12. De Mens (Al-Insaan)
13. De Verstoting (At-Talaaq)
14. Het Uitsluitende Bewijs (Al-Bayyinah)
15. De Opdrijving (Al-Hashr)
16. Het Licht (An-Nur)
17. De Bedevaart (Al-Hadj)
18. De Huichelaars (Al-Monafiqun)
19. De Twist (Al-Mudjaadilah)
20. De Binnenvertrekken (Al-Hudjuraat)
21. De Verbodenverklaring (At-Tahriem)
22. Het Bedrog (At-Taghaabun)
23. De Strijdplaats (As-Saff)
24. De Vrijdag (Bijeenkomst) (Al-Djumu'ah)
25. Het Succes (Al-Fat'h)
26. De Tafel (Al-Ma'idah)
27. Het Berouw (At-Tawbah)
28. De Hulp (An-Nasr)